# Walter Hungerford
Pour les articles homonymes, voir Hungerford.
L'amiral Walter Hungerford, 1er baron Hungerford, né le 22 juin 1378 et mort le 9 août 1449 à Farleigh Hungerford, est un soldat, diplomate et homme d'État anglais, actif durant la guerre de Cent Ans.

## Biographie
Fils du député Sir Thomas Hungerford, il hérite à sa majorité des nombreuses terres de sa famille dans le Gloucestershire, le Somerset et le Wiltshire. Il accroît son domaine foncier par son mariage, arrangé par son père en 1396, à Katherine Peverell. Il soutient activement l'accession au trône de l'usurpateur Henry Bolingbroke, qui se proclame roi Henri IV en 1399, et est récompensé en étant fait chevalier le 11 octobre, à l'âge de tout juste 21 ans. Le 4 janvier 1400, il est capturé et dévalisé par les comtes de Salisbury et de Kent, fidèles au roi déchu Richard II, qui le contraignent à les accompagner à Cirencester. Il parvient à avertir les autorités locales, qui le libèrent et font lyncher les deux rebelles.
Sir Walter est élu au parlement de 1401 comme député du Wiltshire. En 1402 il semble être parti en pèlerinage à Jérusalem. Il siège au parlement d'octobre 1404. En 1406 il est fait chambellan de la princesse Philippa, peu avant le mariage de celle-ci au roi Éric VII de Danemark. Réélu député en 1407 pour le Wiltshire, il siège pour le Somerset au parlement de 1410, puis à nouveau pour le Wiltshire en 1411 et en mai 1413. En avril 1413, le jeune et nouveau roi Henri V le nomme à la fonction prestigieuse d'intendant des terres du duché de Lancastre au sud du fleuve Trent.
Il est élu une dernière fois député du Wiltshire au parlement d'avril 1414, et les députés l'élisent président de la Chambre des communes. Ce parlement ne siège qu'un mois, légiférant pour réprimer les derniers rebelles lollards et ne trouvant pas matière à critiquer le gouvernement du jeune roi. En juillet, Henri V dépêche Walter Hungerford en ambassade auprès du roi des Romains Sigismond pour négocier son alliance avec l'Angleterre ; en octobre, il est envoyé au concile de Constance obtenir l'appui du Saint-Empire romain germanique pour la guerre qu'Henri V prépare contre la France. Sir Walter n'est de retour en Angleterre qu'en mai 1415.
Il accompagne le roi dans son assaut contre la France, et participe au siège d'Harfleur puis à la bataille d'Azincourt. Le 26 juillet 1416 il est fait amiral de la flotte anglaise, sous le commandement du duc Jean de Lancastre. Début 1417, il est nommé membre de la Cour du Roi, puis Lord-intendant. Il passe les trois années et demie qui suivent à la guerre en France, et prend part aux négociations qui amènent les Français à céder aux Anglais la ville de Caen. En janvier 1418 il mène le siège de la ville de Falaise. En septembre, il participe à la prise de Cherbourg. Il est nommé capitaine de la ville et de son château. Il prend part au siège de Rouen.
Le 3 mai 1421, en reconnaissance de ses services durant la guerre, il est fait chevalier de l'ordre de la Jarretière. De retour en France avec Henri V, il prend part au siège de Meaux, et y assiste à la mort du roi. Nommé l'un des gardiens du roi-enfant Henri VI dans le testament du roi défunt, il est naturellement élu membre du conseil de régence par le Parlement, à compter du 26 juillet 1423. Il demeure un membre assidu de la Cour du Roi durant les vingt-six années qui suivent. Au printemps 1424, il est fait Lord-intendant du jeune roi. En février 1425, il devient président du conseil du duché de Lancastre.
En janvier 1426, il est fait 1er baron Hungerford. Il siège dès lors à la Chambre des Lords. Le 16 mars, il est fait trésorier de l'Échiquier, chargé des finances du royaume - poste qu'il occupe durant six ans. Il s'oppose à l'autoritarisme de Humphrey, duc de Gloucester au sein du gouvernement, et ce dernier, autorisé par le roi à réorganiser le gouvernement, limoge le baron Hungerford de la trésorerie en février 1432, nommant son propre allié John Scrope à sa place. Walter Hungerford retourne à la guerre en France. Il prend part à la saisie de Provins à l'automne 1432, et capture Jean, comte de Vendôme. Début 1433, Walter Hungerford-fils, prisonnier de guerre des Français, meurt dans une prison française avant que sa rançon n'ait pu être payée. En août 1435, le baron Hungerford prend part au congrès d'Arras. Il prend part à des missions diplomatiques de juin à octobre 1439 pour tenter en vain de négocier la paix avec les Français et les Burgondes. 
Au cours des années qui suivent, en raison de son âge avancé, il se retire peu à peu de la vie publique. Début 1443, il mène personnellement la répression d'une émeute à Salisbury, puis siège au conseil du roi pour la dernière fois en mai. Il meurt en août 1449, léguant ses propriétés considérables à ses fils survivants, Sir Robert et Sir Edmund, et à son petit-fils Robert, Lord Moleyns. Il fait par ailleurs, dans son testament, distribuer des sommes importantes aux pauvres. Il est inhumé à la cathédrale de Salisbury.